# Saint-Gaudens
Saint-Gaudens är en kommun i departementet Haute-Garonne i regionen Occitanien i södra Frankrike. Kommunen ligger i kantonen Saint-Gaudens som tillhör arrondissementet Saint-Gaudens. År 2022 hade Saint-Gaudens 11 869 invånare.

## Befolkningsutveckling
Antalet invånare i kommunen Saint-Gaudens
Referens:INSEE